# Salwa Eid Naser
Salwa Eid Naser (em árabe: سلوى عيد ناصر; nascida Ebelechukwu Agbapuonwu em Anambra, Nigéria, 23 de maio de 1998) é uma velocista nigeriana radicada no Bahrein, campeã mundial e medalhista olímpica dos 400 metros rasos.

## Carreira
Nascida na Nigéria com o nome de Ebelechukwu Agbapuonwu, converteu-se ao Islã aos 16 anos, mudando-se para o Barém, adotando nova cidadania e novo nome. Foi campeã mundial sub-18 em  2015 em Cali, Colômbia, onde correu com um hijab na final, um dia depois do fim do feriado sagrado do Ramadan, o que permitiu que ela se alimentasse normalmente antes da prova, depois de disputar as eliminatórias em jejum. Esta medalha de ouro, conquistada com um recorde pessoal de 51.50, fez dela a segunda atleta do Barém a ganhar um título global em qualquer categoria. Sua técnica de corrida durante a prova impressionou ao campeão olímpico e mundial do decatlo Ashton Eaton, que a convidou a treinar com ele por três dias com todas as despesas pagas. Em outubro do mesmo ano, aos 17 anos, venceu os 400 m nos Jogos Mundiais Militares, derrotando duas atletas olímpicas e se tornando a atleta mais jovem a vencer a prova.
Naser participou da Rio 2016 onde não conseguiu chegar à final, mesmo assim marcando seu recorde pessoal - 50.88 - na semifinal. No Mundial de Londres 2017, ela conquistou a medalha de prata, novamente com recorde pessoal – 50.06 – que quebrou sucessivamente durante as eliminatórias e a semifinal. No Campeonato Mundial de Atletismo de 2019, em Doha, no Catar, em sua primeira final, ajudou a equipe do Barém a conquistar uma inédita medalha de bronze no revezamento 4x400 m misto, uma prova disputada pela primeira vez em que as equipes tem dois homens e duas mulheres, e se tornou, aos 21 anos, na prova individual, a mais jovem campeã mundial dos 400 m rasos, correndo para uma marca de 48.14, a terceira mais rápida da história, suplantada apenas pelas marcas dos anos 80 da alemã oriental Marita Koch (47.60) e da tcheca Jarmila Kratochvilova (47.99), duas velocistas da antiga Cortina de Ferro, hoje sob grande suspeita de terem competido sob uma política de doping de Estado.

### Suspensão
Em junho de 2021, semanas antes do início dos Jogos Olímpicos de Tóquio, Naser foi suspensa por dois anos do atletismo por não realizar dois testes obrigatórios de doping entre março de 2019 e janeiro de 2020. Ela havia sido inocentada em outubro de 2020 por um tribunal disciplinar, mas após um apelo pela suspensão feito pela World Athletics, a entidade máxima do esporte (ex-IAAF) e pela Agência Mundial Antidoping (WADA), o Tribunal Arbitral do Esporte — corte máxima de apelação do esporte olímpico —, atendeu ao pedido suspendendo a atleta, que não disputou a prova em Tóquio 2020.

### Paris 2024
Voltando a competir após a suspensão, ela integrou o revezamento 4x400 m misto do Bahrein nos Jogos Asiáticos de 2022 e conquistou a medalha de ouro. Em Paris 2024 disputou a prova dos 400 metros e conquistou a medalha de prata com o tempo de 48.53, sua segunda melhor marca pessoal.